# آنتس ارم
آنتس ارم (استونیایی: Ants Erm؛ زادهٔ ۱ سپتامبر ۱۹۵۳) استاد دانشگاه، سیاستمدار و نماینده سابق مجلس اهل استونی است.